# Выборы в Законодательное собрание Кировской области (2016)
Выборы депутатов Законодательного собрания Кировской области шестого созыва состоялись в Кировской области 18 сентября 2016 года в единый день голосования, одновременно с выборами в Государственную думу РФ. Выборы проходили по смешанной избирательной системе: из 54 депутатов 27 избирались по партийным спискам (пропорциональная система), остальные 27 — по одномандатным округам (мажоритарная система). Для попадания в заксобрание по пропорциональной системе партиям необходимо преодолеть 5%-й барьер. Срок полномочий депутатов — пять лет.
На 1 июля 2016 года в области было зарегистрировано 1 085 988 избирателей. Явка составила 41,14 %.

## Ключевые даты
- 16 июня Законодательное собрание Кировской области назначило выборы на 18 сентября 2016 года (единый день голосования).[2]
  - 17 июня постановление о назначении выборов было опубликовано в СМИ.[3]
- 17 июня Избирательная комиссия Кировской области утвердила календарный план мероприятий по подготовке и проведению выборов.[3]
- с 17 июня по 22 июля — период выдвижения кандидатов и списков.[3]
  - агитационный период начинается со дня выдвижения и заканчивается и прекращается за одни сутки до дня голосования.[3]
- по 3 августа — период представления документов для регистрации кандидатов и списков.[3]
- с 20 августа по 16 сентября — период агитации в СМИ.[3]
- 17 сентября — день тишины.[3]
- 18 сентября — день голосования.

## Участники

### Выборы по партийным спискам
По единому округу партии выдвигали списки кандидатов. Для регистрации выдвигаемого списка партиям требовалось собрать от 5477 до 6025 подписей избирателей (0,5 % от числа избирателей).
| 1 | Справедливая Россия                    | Сергей Доронин • Василий Сураев • Михаил Скворцов        | 27 | 81 | зарегистрирован                                                        |
| 2 | Яблоко                                 | Виктор Воробьёв • Николай Целищев                        | 16 | 34 | зарегистрирован                                                        |
| 3 | КПРФ                                   | Сергей Мамаев • Анатолий Чурин • Леонид Сандалов         | 27 | 80 | зарегистрирован                                                        |
| 4 | Единая Россия                          | Владимир Быков • Надежда Гурьянова • Вячеслав Тимченко   | 27 | 85 | зарегистрирован                                                        |
| 5 | Коммунисты России                      | Николай Барсуков • Илья Ульянов • Юрий Ежов              | 27 | 81 | зарегистрирован                                                        |
| 6 | ЛДПР                                   | Владимир Жириновский • Кирилл Черкасов • Владимир Костин | 27 | 77 | зарегистрирован                                                        |
| — | Российский Объединённый Трудовой Фронт | Виктор Тюлькин • Александр Черепанов                     | 16 | 43 | отказано в регистрации (выявлено более 10 % недействительных подписей) |
| *Региональная группа соответствует одному одномандатному округу и должна включать от 2 до 3 кандидатов. Региональных групп должно быть от 14 до 27. |                                        |                                                          |    |    |                                                                        |
| **Без учёта выбывших кандидатов. |                                        |                                                          |    |    |                                                                        |

### Выборы по округам
По 27 одномандатным округам кандидаты выдвигались как партиями, так и путём самовыдвижения. Кандидатам требовалось собрать 3 % подписей от числа избирателей соответствующего одномандатного округа.
| Партия | Партия                                          | Кандидатов |
| ------ | ----------------------------------------------- | ---------- |
|        | Единая Россия                                   | 27         |
|        | Коммунистическая партия Российской Федерации    | 25         |
|        | Коммунисты России                               | 3          |
|        | ЛДПР — Либерально-демократическая партия России | 26         |
|        | Справедливая Россия                             | 27         |
|        | Яблоко                                          | 13         |
|        | Самовыдвижение                                  | 9          |
| Всего  | Всего                                           | 130        |

| №  | Округ           | Состав                                                                                  | Избирателей |
| -- | --------------- | --------------------------------------------------------------------------------------- | ----------- |
| 1  | Афанасьевский   | Афанасьевский район, Верхнекамский район                                                | 34 283      |
| 2  | Подосиновский   | Подосиновский район, Лузский район, Опаринский район                                    | 37 864      |
| 3  | Омутнинский     | Омутнинский район, частично Белохолуницкий район                                        | 34 359      |
| 4  | Белохолуницкий  | Зуевский район, Нагорский район, частично Белохолуницкий район                          | 44 184      |
| 5  | Богородский     | Богородский район, Куменский район, Унинский район, Фалёнский район                     | 37 333      |
| 6  | Юрьянский       | Мурашинский район, Юрьянский район, ЗАТО Первомайский, частично Слободской район        | 35 826      |
| 7  | Слободской      | город Слободской, частично Слободской район                                             | 48 051      |
| 8  | Орловский       | Орловский район, Даровский район, Свечинский район, Шабалинский район                   | 37 162      |
| 9  | Котельничский   | Котельничский район, город Котельнич                                                    | 34 146      |
| 10 | Оричевский      | Оричевский район, Арбажский район, Верхошижемский район                                 | 38 384      |
| 11 | Нолинский       | Нолинский район, Лебяжский район, Немский район, Сунский район                          | 37 734      |
| 12 | Яранский        | Яранский район, Кикнурский район, Санчурский район                                      | 40 714      |
| 13 | Советский       | Советский район, Пижанский район, Тужинский район                                       | 37 524      |
| 14 | Уржумский       | Уржумский район, Кильмезский район, частично Малмыжский район                           | 32 986      |
| 15 | Вятскополянский | город Вятские Поляны, частично Вятскополянский район                                    | 37 341      |
| 16 | Малмыжский      | частично Малмыжский район, Вятскополянский район                                        | 38 593      |
| 17 | Кирово-Чепецкий | частично город Кирово-Чепецк                                                            | 44 381      |
| 18 | Кирово-Чепецкий | Кирово-Чепецкий район, микрорайон Лянгасово города Кирова, частично город Кирово-Чепецк | 48 416      |
| 19 | Кировский       | Нововятский район города Кирова, частично Ленинский район города Кирова                 | 43 619      |
| 20 | Кировский       | частично Первомайский район города Кирова                                               | 44 606      |
| 21 | Кировский       | частично Ленинский, Первомайский районы города Кирова                                   | 44 370      |
| 22 | Кировский       | частично Ленинский район города Кирова                                                  | 44 155      |
| 23 | Кировский       | частично Ленинский район города Кирова                                                  | 44 089      |
| 24 | Кировский       | частично Ленинский район города Кирова                                                  | 43 708      |
| 25 | Кировский       | частично Октябрьский район города Кирова                                                | 43 360      |
| 26 | Кировский       | частично Октябрьский район города Кирова                                                | 44 469      |
| 27 | Кировский       | частично Октябрьский, Ленинский районы города Кирова                                    | 43 709      |

## Результаты
| Место                      | Место                      | Партия                     | по областным спискам | по областным спискам | по областным спискам | по одно- мандатным округам | всего         | всего   |
| Место                      | Место                      | Партия                     | Голоса               | %                    | Получено мест        | Получено мест              | Получено мест | %       |
| -------------------------- | -------------------------- | -------------------------- | -------------------- | -------------------- | -------------------- | -------------------------- | ------------- | ------- |
|                            | 1.                         | «Единая Россия»            | 161 981              | 35,90 %              | 11                   | 26                         | 37            | 68,52 % |
|                            | 2.                         | ЛДПР                       | 116 652              | 25,85 %              | 8                    | 0                          | 8             | 14,81 % |
|                            | 3.                         | КПРФ                       | 66 783               | 14,80 %              | 4                    | 0                          | 4             | 7,41 %  |
|                            | 4.                         | «Справедливая Россия»      | 62 000               | 13,74 %              | 4                    | 1                          | 5             | 9,26 %  |
|                            |                            |                            |                      |                      |                      |                            |               |         |
|                            | 5.                         | «Коммунисты России»        | 14 766               | 3,27 %               | 0                    | 0                          | 0             | 0 %     |
|                            | 6.                         | «Яблоко»                   | 11 700               | 2,59 %               | 0                    | 0                          | 0             | 0 %     |
|                            |                            | Самовыдвижение             | —                    | —                    | —                    | 0                          | 0             | 0 %     |
| Недействительные бюллетени | Недействительные бюллетени | Недействительные бюллетени | 17 333               | 3,84 %               |                      |                            |               |         |
| Всего                      | Всего                      | Всего                      | 451 215              | 100 %                | 27                   | 27                         | 54            | 100 %   |